# トマス・ネルソン・ジュニア
トマス・ネルソン・ジュニア（Thomas Nelson, Jr.、1738年12月26日-1789年1月4日）は、現在のアメリカ合衆国バージニア出身の農園主、軍人、および政治家である。大陸会議ではバージニアの代表となり、1781年にバージニア邦知事となった。バージニア代表団の一員としてアメリカ独立宣言に署名したので、アメリカ合衆国建国の父の一人と見なされている。

## 生涯
トマス・ネルソン・ジュニアは、スコットランドからの移民でヨークタウンの初期開拓者であったトマス・"スコッチ・トム"・ネルソンの実際は孫であった。父のウィリアム・ネルソン (1711-1772)はやはり植民地の指導者であり、短期間知事を務めた。ネルソンはヨークタウンで生まれ、当時の多くのバージニアのプランター・クラスと同様にイングランドで教育を受けた。ニューカムズ・スクールに通い、1758年からケンブリッジ大学のクライスツ・カレッジで学んだ。1760年に卒業し、翌年故郷に戻った。
1761年には初めてバージニア植民地会議議員に選ばれた。翌年、ルーシー・グライムズと結婚した（ルーシーの母方の叔父はペイトン・ランドルフ）。父方の叔母は"ライトホース・ハリー"・リーの母であった。ネルソン夫妻の息子ヒュー・ネルソン (1768-1836)は後にアメリカ合衆国下院議員を務めた。
アメリカ独立戦争が近づいた1774年、バージニア総督ダンモア卿が議会を解散した。ネルソンはこれに反応して作られた革命会議の一員になった。会議ではボストン港法に対する抵抗を支持する動議を支持した。翌年、イギリスの支配やロイヤリストの影響が無いところで民兵の再組織化を積極的に唱えた。第3バージニア連隊の大佐に指名されたが、1775年遅くに大陸会議代表に選出されたときに大佐の職を辞した。
大陸会議におけるネルソンの最初の任期は1777年まで続き、この頃に病気で辞任を余儀なくされた。大陸会議の一員である中で、故郷に帰る時間を見つけて1776年春のバージニア憲法制定会議で重要な役割を演じた。アメリカ独立宣言に署名するときは大陸会議に戻った。
低地バージニア民兵隊の司令官となり、トーマス・ジェファーソンの後を受けてバージニア邦知事になった。ネルソン自身がヨークタウンの最終包囲戦に関わった。伝説によれば、ジョージ・ワシントン将軍（一説ではラファイエット）に、イギリス軍のチャールズ・コーンウォリス将軍が本部に使っているネルソン自身の家にむけて大砲を放つように促し、最初に家に命中させた者には5ギニーを提供した。

## 死と追悼
ネルソンはバージニア州ハノーバー郡の息子の家で死に、ヨークタウンのグレイス教会墓地に埋葬されている。
下の賛辞はカーネル・アイネスによってネルソンの記念のために幸福と親しみを込めて捧げられたものである。

## 遺産
バージニア州ネルソン郡とケンタッキー州ネルソン郡は彼に因んで名付けられた。バージニア州高等教育委員会は1967年にトマス・ネルソンの栄誉を称え、トマス・ネルソン・コミュニティ・カレッジと名付けた。
叔父のトマス・ネルソン (1716-1782)、別名「秘書のネルソン」はトマス・ネルソン大尉の父であり、トマス・ネルソン大尉はサリー・キャリー (1762-1779)と結婚し、サリー・キャリーはジョージ・ワシントンの愛人であったサリー・フェアファックスとは一代離れた従姉妹だった。本稿のトマス・ネルソン・ジュニアは作家で外交官のトマス・ネルソン・ペイジおよび実業家のウィリアム・ネルソン・ペイジの祖先である。
ヨークタウンにトマス・"スコッチ・トム"・ネルソンによって1730年ごろに建てられ、独立戦争中にトマス・ネルソン・ジュニアが使ったネルソン・ハウスはアメリカ合衆国国定歴史建造物となり、アメリカ合衆国国立公園局の植民地国定歴史公園によって維持されている。